# 아를레티

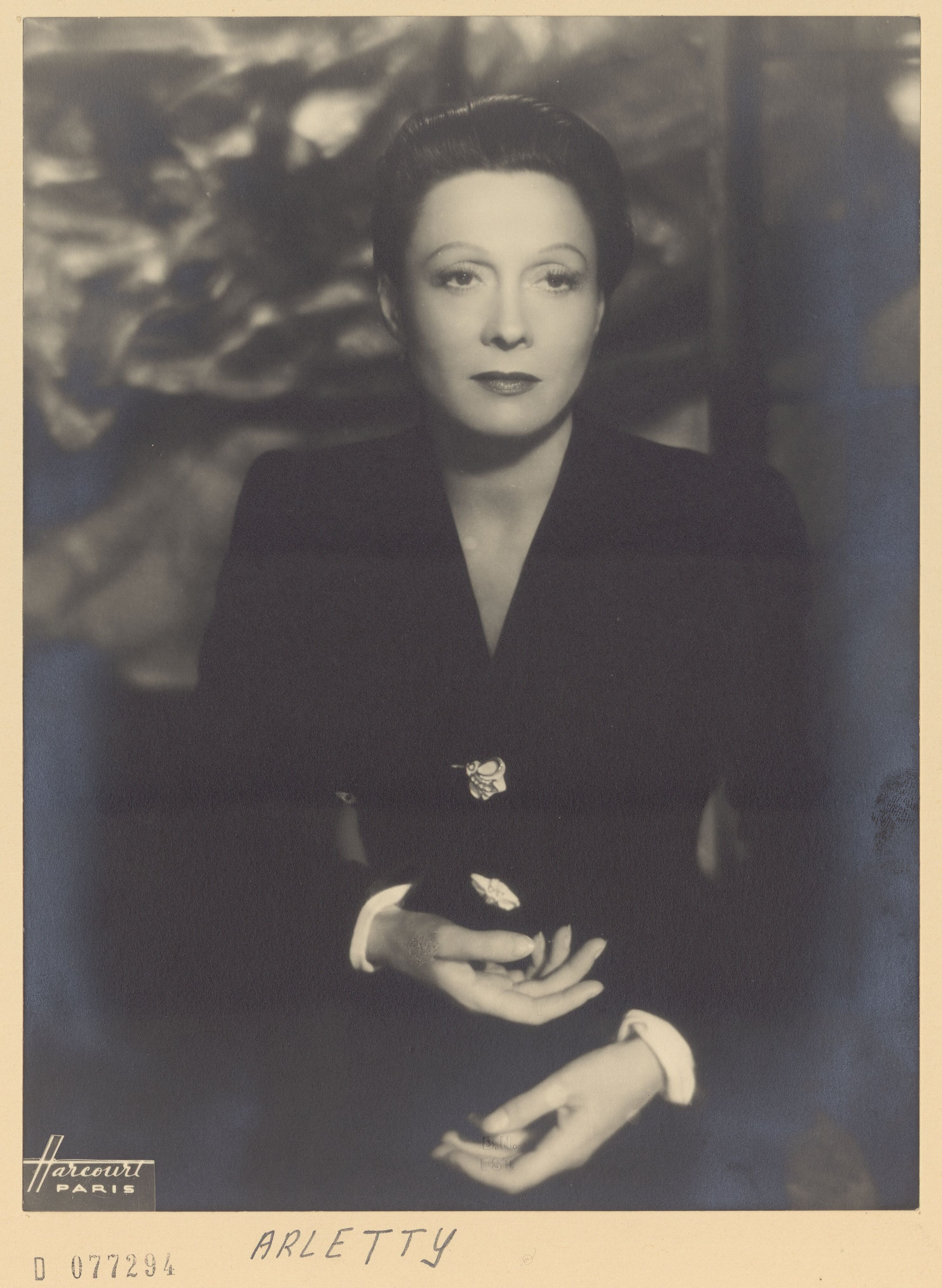

아를레티(Léonie Marie Julia Bathiat, 1898년 5월 15일 ~ 1992년 7월 23일)는 프랑스의 배우, 가수, 모델, 영화배우, 연극 배우이다.
쿠르브부아에서 태어났으며 파리에서 사망하였다.

## 영화
- 지상 최대의 작전 (1962년) - 마담 바르라울트 역
- 맥심 (1958년)
- 노 엑시트 (1954년)
- 파리의 하늘 아래 (1954년)
- 아가씨의 아버지 (1953년)
- 꽃다운 나이 (1947년)
- 천국의 아이들 (1945년)
- 밤의 방문객 (1942년)
- 새벽 (1939년)
- 북호텔 (1938년) - 레이몬드 역
- 소년 (1936년)